# Vaux-sur-Seine
Vaux-sur-Seine è un comune francese di 5 088 abitanti situato nel dipartimento degli Yvelines nella regione dell'Île-de-France.

## Storia

### Simboli
La forma a V dello scaglione riprende l'iniziale del nome del paese e ricorda la sua appartenenza alla regione del Vexin francese; il colore verde evoca la foresta dell'Hautil. I gigli d'oro in campo azzurro sono il simbolo tradizionale dell'Ile-de-France.
Il drago legato con una stola fa riferimento alla leggenda di san Quirino e san Nicasio. È rappresentato nato morto (cioè privo di lingua, artigli e denti) per simboleggiarne la sconfitta.
Il grappolo d'uva sottolinea l'importanza della viticoltura, mentre la sottile fascia ondata in punta rappresenta il corso della Senna.

## Società

### Evoluzione demografica
Abitanti censiti